# Muth (Familienname)
Muth ist ein deutscher Familienname.

## Namensträger
- Agnes Muth (1897–1982), österreichische Schriftstellerin, siehe Lili Körber
- Albert Muth (1848–1922), deutscher Verwaltungsbeamter
- Carl Muth (1867–1944), deutscher Publizist
- Caterina Muth (* 1958), deutsche Politikerin (Die Linke)
- Christa Muth (* 1949), deutsche Systemikerin, Professorin für Management und Unternehmensberaterin
- Christian Muth (* 1947), deutscher Schauspieler, Drehbuchautor und Filmproduzent
- Christoph Muth (1830–1904), deutscher Politiker, Landtagsabgeordneter Großherzogtum Hessen
- Cläre Muth (1902–1984), deutsche Widerstandskämpferin und Gewerkschafterin, siehe Cläre Quast
- Claudius Muth (* 1967), deutscher Opernsänger
- Cornelia Muth (* 1961), deutsche Wissenschaftlerin, Gestaltpädagogin und Systemische Coachin
- Dörthe Muth (1932–2019), deutsche Lehrerin, Rektorin, Kommunalpolitikerin und Richterin am Verfassungsgerichtshof Rheinland-Pfalz
- Ellen Muth (* 1981), US-amerikanische Schauspielerin
- Esteban Muth (* 2001), belgischer Automobilrennfahrer
- Frank Muth (* 1959), deutscher Schauspieler und Synchronsprecher
- Franz Alfred Muth (1839–1890), deutscher Dichter
- Frid Muth (1912–1996), deutscher Unternehmer, Politiker, Verleger und Autor
- Friedrich Wilhelm Muth (1783–1851), deutscher Gutsbesitzer, Richter und Politiker
- Fritz Muth (1865–1943), deutscher Dekorations- und Kirchenmaler
- Gerhard Muth (1928–2021), deutscher Fußballspieler
- Gisela Muth (1921–2011), deutsche Prähistorikerin, Ägyptologin und Kulturanthropologin, siehe Gisela Buschendorf-Otto
- Hans A. Muth (* 1935), deutscher Industriedesigner
- Hans J. Muth (1944–2022), deutscher Schriftsteller und Journalist, siehe Hannes Wildecker
- Heinrich Muth (1903–1989), deutscher Kommunist und Widerstandskämpfer
- Hermann Muth (1915–1994), deutscher Biophysiker und Professor
- Ingrid Muth (* 1939), deutsche Journalistin, Autorin und Diplomatin
- Jakob Muth (1927–1993), deutscher Pädagoge und Hochschullehrer
- Johannes Muth (1468–1504), hessischer Verwaltungsjurist und Kanzler
- John F. Muth (1930–2005), US-amerikanischer Ökonom
- Joseph Muth (1788–1866), deutscher Lehrer und Historiker
- Karl August Muth (1913–1988), deutscher Architekt
- Kaspar Muth (1876–1966), banat-schwäbischer Politiker, Obmann der Schwäbischen Autonomiepartei und des Verbands der Deutschen in Rumänien
- Marvin Muth (* 1990), deutscher Schauspieler und Rapper
- Natalie Muth (* 1998), US-amerikanische Fußballspielerin
- Oliver Muth (* 1964), deutscher Schauspieler
- Peter von Muth (1784–1855), österreichischer Polizeibeamter
- Peter J. De Muth (1892–1993), US-amerikanischer Politiker
- Placidus Muth (1753–1821), deutscher Benediktiner, Theologe und Hochschullehrer
- Richard von Muth (1848–1902), österreichischer Schriftsteller
- Richard Muth (Maler) (1868–1933), deutscher Maler
- Richard F. Muth (1927–2018), US-amerikanischer Wirtschaftswissenschaftler
- Robert Muth (1916–2008), österreichischer klassischer Philologe
- Susanne Muth (* 1967), deutsche Klassische Archäologin
- Walter Muth (1900–1973), deutscher Politiker (FDP)
- Willi Muth (1899–1935), deutscher Kommunist und Widerstandskämpfer
- Wolfgang Muth (1928–2002), deutscher Jazzautor